# Alessandro Grandi
Alessandro Grandi (* um 1586 auf Sizilien (Geburtsort auf Sizilien unsicher); † Juni 1630 in Bergamo) war ein italienischer Komponist, Sänger und Kapellmeister im Frühbarock.

## Leben und Bedeutung
Über Grandis Familie, Jugend und Ausbildung ist nichts bekannt. Vermutungen, er sei ein Schüler Giovanni Gabrielis gewesen, sind nicht zu belegen. Bereits vor 1604, also in sehr jungen Jahren, soll er Kapellmeister der Accademia della morte in Ferrara gewesen sein, eine gemeinnützige Bruderschaft von Laien, die sich Musik in begrenztem Umfang leisten konnten. Nach einigen weiteren Stationen wirkte er ab 1617 in Venedig an San Marco als Kapellsänger und seit 1620 auch als Vizekapellmeister. 1627 schließlich wurde er auf die Kapellmeisterstelle an Santa Maria Maggiore in Bergamo berufen. Nur wenige Jahre darauf wurde er hier mit seiner Frau und den 10 Kindern ein Opfer einer Pestepidemie.
Grandi war einer der wichtigsten italienischen Komponisten des frühen 17. Jahrhunderts. Seine zahlreichen sakralen und profanen Kompositionen übten auf seine Nachfolger großen Einfluss aus. Durch ihn ist der Terminus Kantate (bzw. „Cantade“) 1620 zum ersten Male nachweisbar. Es handelt sich dabei um weltliche, nahezu dramatisch zu nennende Werke, die eine Verbindung des konzertierenden Madrigals und der Aria darstellen. Neben anderen auch instrumentalen weltlichen Werken schuf er bedeutende geistliche Kompositionen, darunter mehrere Bücher mit Motetten sowie Psalmen und Messen.
Gegen die Vermutung, er sei Schüler Gabrielis gewesen, spricht auch, dass in seinen Werken kein Einfluss dieses Komponisten festzustellen ist. In Grandis frühen Werken ist dagegen deutlich eine Anlehnung an Giovanni Croce (um 1557–1609) zu hören, während sein Spätwerk auch unter dem Einfluss von Monteverdi steht.

## Werke
- Geistliche Werke (teilweise mit mehreren, auch veränderten Nachdrucken)[2]
  - 6 Bücher Motetten bzw. Concerti zu zwei bis acht Singstimmen und Basso continuo; Band 1: Venedig 1610, darin auch eine vierstimmige Messe, Band 2 und 3: Venedig 1613, Band 4: Ferrara 1614, Band 5: Venedig 1619, Band 6: Venedig 1630
  - Motetten zu fünf Stimmen und Basso continuo, Ferrara 1614
  - 3 Bücher Motetten con Sinfonie d’Istromenti zu eins bis vier Singstimmen mit Instrumenten und Basso continuo, Venedig 1621, 1625 und 1629
  - Motetti a voce sola, Venedig 1621
  - Salmi […] brevi (Psalmen) zu acht Singstimmen und Basso continuo, Venedig 1629
  - Messa e salmi zu zwei bis vier Singstimmen mit sechsstimmigem Ripieno-Chor, Venedig 1630
  - Messe concertate zu acht Singstimmen und Basso continuo, postum Venedig 1637
  - zahlreiche Werke handschriftlich und in Sammeldrucken 1604 – 1672
- Weltliche Werke
  - 2 Bücher Madrigali concertati zu zwei bis vier Singstimmen und Basso continuo, Venedig 1615 und 1622
  - 4 Bücher Cantade et arie a voce sola mit Basso continuo, davon erhalten: Band 1, Venedig 1620, und Band 3, Venedig 1626.